# Назаров, Георгий Иванович (1903—1977)
Георгий Иванович Назаров (02.05.1903-05.07.1977) — советский учёный в области электрификации и автоматизации с.-х. производства, член-корреспондент ВАСХНИЛ (1956).

## Биография
Родился в с. Шилово Шиловского района Рязанской области. Окончил Московский механический институт им. М. В. Ломоносова (1930).
- 1930—1937 в Московском институте механизации и электрификации сельского хозяйства (МИМЭСХ): ассистент кафедры основ электроники и кафедры применения электроэнергии в сельском хозяйстве (1930—1935), доцент кафедры применения электроэнергии в сельском хозяйстве (1935—1937), одновременно декан факультета электрификации сельского хозяйства (1930—1932), заместитель директора по учебно-методической части (1932—1933), инженер лаборатории электропривода в сельском хозяйстве (1933—1935), заместитель директора по научно-учебной работе (1935—1936).
- 1937—1941 директор, заведующий кафедрой энергетики Таганрогского института механизации сельского хозяйства.
- 1941—1945 директор, заведующий кафедрой энергетики Иркутского СХИ.
- 1945—1961 в МИМЭСХ: доцент кафедры применения электроэнергии в сельском хозяйстве (1945—1951), заведующий кафедрой основ электропривода и применения электроэнергии в сельском хозяйстве (1951—1960), директор (1959—1961).
- 1963—1976 профессор, заведующий кафедрой основ электропривода и применения электроэнергии в сельском хозяйстве Московской с.-х. академии им. К. А. Тимирязева.
- 1976—1977 профессор-консультант Московского института инженеров с.-х. производства.

Основоположник научной школы и автор первого учебного пособия «Основы электропривода и применение электроэнергии в сельском хозяйстве», которое переиздавалось несколько раз, в том числе за рубежом.
Доктор технических наук (1960), профессор (1960), член-корреспондент ВАСХНИЛ (1956).
Заслуженный деятель науки и техники РСФСР (1974). Награждён 2 орденами Трудового Красного Знамени (1953, 1961), орденом «Знак Почёта» (1971), медалями СССР и ВДНХ.
Умер в 1977 году. Похоронен на Ваганьковском кладбище (13 уч.).

## Публикации
- Основы электропривода и применение электрической энергии в сельском хозяйстве: учеб. пособие для высш. с.-х. учеб. заведений / соавт.: Н. П. Олейник и др. — М.: Колос, 1965. — 392 с.
- Методика численных расчетов систем управления асинхронными регулируемыми сельскохозяйственными электроприводами / соавт.: Д. Д. Быстрицкий, М. А. Златковская; ВНИИ электрификации сел. хоз-ва. — М., 1970. — 124 с.